# Хочень (Румунія)
Хочень, Хочені (рум. Hoceni) — село у повіті Васлуй в Румунії. Входить до складу комуни Хочень.
Село розташоване на відстані 277 км на північний схід від Бухареста, 24 км на південний схід від Васлуя, 75 км на південний схід від Ясс, 123 км на північ від Галаца.

## Населення
За даними перепису населення 2002 року у селі проживали 590 осіб, з них 587 осіб (99,5%) румунів. Усі жителі села рідною мовою назвали румунську.